# Donna

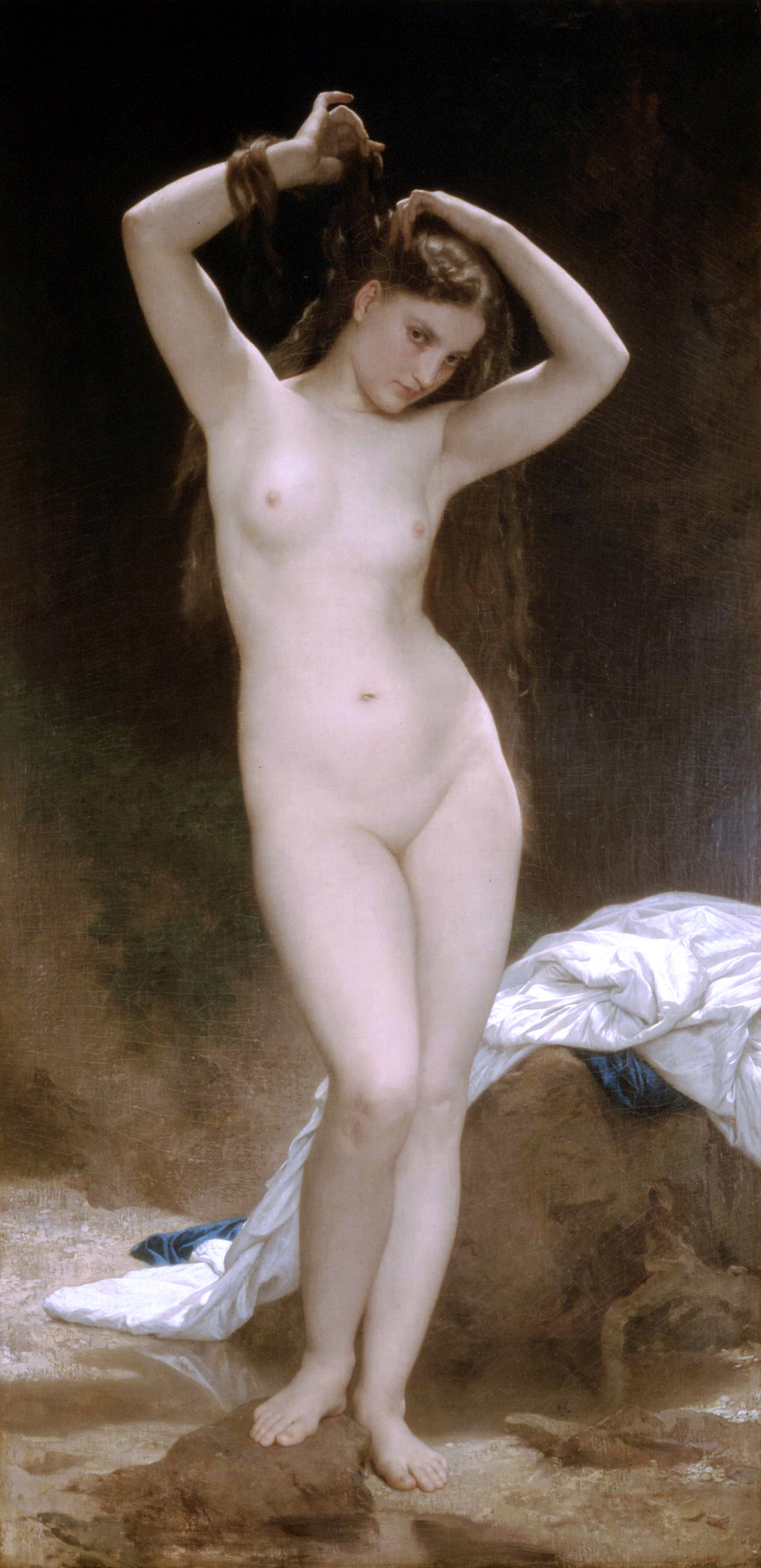
La Baigneuse, dipinto di William Bouguereau, 1870

La donna è il soggetto adulto di sesso femminile dell'essere umano (Homo sapiens). Si distingue dalla femmina prepubere (che può essere chiamata, a seconda dell'età: ragazza, fanciulla o bambina) e dall'uomo.
Alcune donne sono transgender, il che significa che è stato loro assegnato il genere maschile alla nascita, mentre alcune donne sono intersessuali, il che significa che hanno caratteristiche sessuali che non si adattano alle nozioni tipiche della biologia femminile.

## Etimologia
La parola donna deriva per assimilazione consonantica dal latino dŏmna, forma sincopata di domĭna, "signora".
Per indicare la donna, altre lingue romanze usano termini i cui diretti corrispondenti esistono anche in italiano, ma con accezione più generica o più specifica. Donna è attestato in occitano, mentre in francese si usa femme, derivato dal latino fēmĭna(m) ("femmina"); lo spagnolo mujer e il portoghese mulher risalgono invece a mŭlĭĕre(m) ("donna", da cui l'italiano moglie).
In inglese si usa il sostantivo woman, che risale a un composto nominale bimembre, in fase più antica wīfman, "essere umano (man) femmina (wīf)". In tedesco si usa Frau, "donna, signora", che in origine aveva esclusivamente il secondo significato.

## Biologia
Ogni essere umano è dotato di 23 coppie di cromosomi, una sola delle quali è diversa, perché caratterizza il sesso (XX per la femmina e XY per il maschio). Il cariotipo di una femmina umana è caratterizzato, a differenza del maschio, dalla presenza di due cromosomi X, laddove l'uomo presenta invece la coppia XY. In linea di massima, l'anatomia femminile si distingue da quella maschile per il diverso apparato uro-genitale, e per i caratteri sessuali secondari.
Inoltre sono statisticamente minori, rispetto al maschio, taglia, massa corporea totale e dei singoli organi nonché potenza muscolare.

### Caratteri sessuali e riproduzione

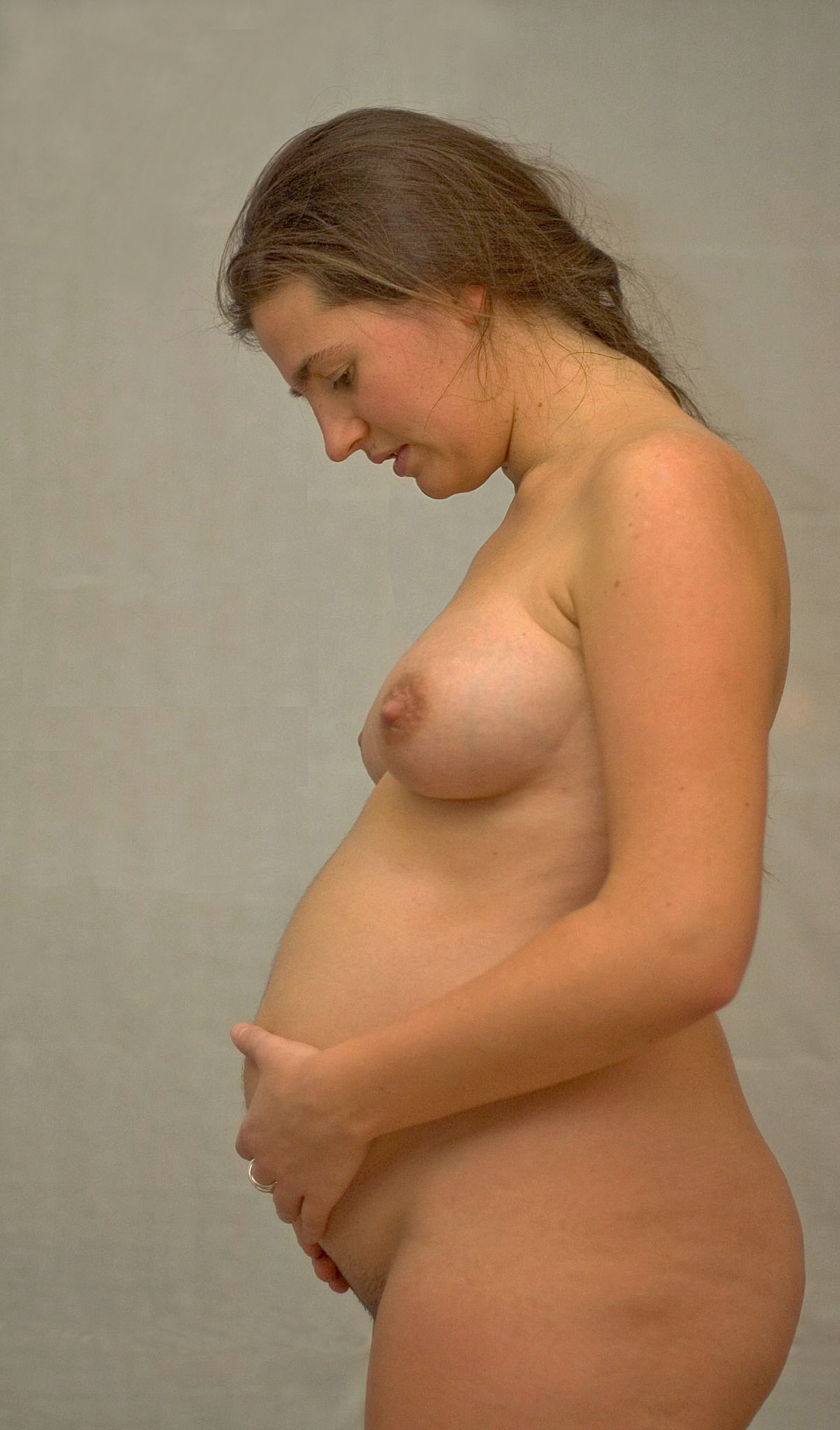
Donna incinta alla 26ª settimana di gravidanza

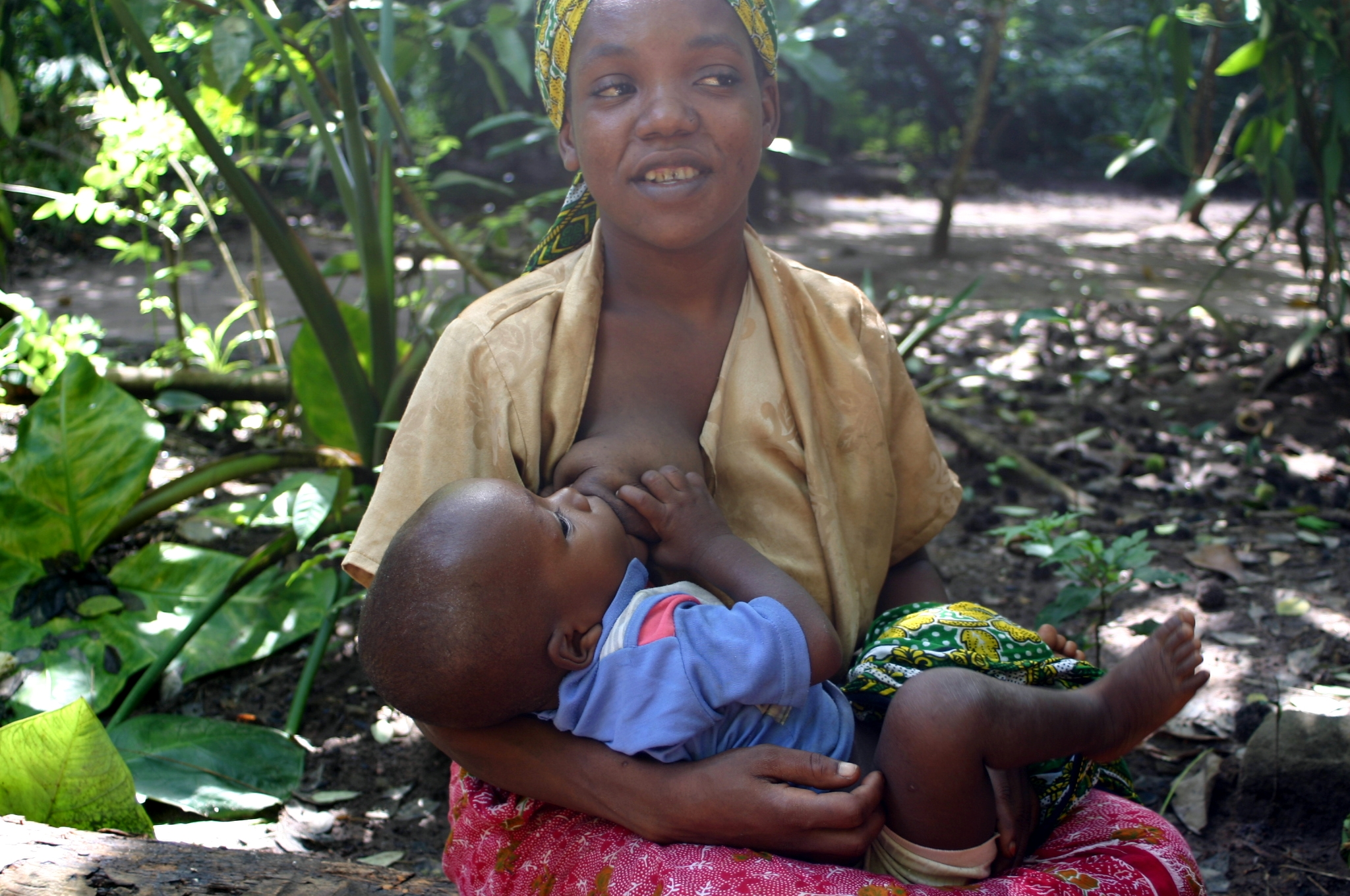
Donna che allatta

L'anatomia della donna presenta, rispetto a quella della fanciulla, anche un assetto di caratteri sessuali secondari che la contraddistinguono rispetto al maschio adulto, come la presenza delle mammelle, più sviluppate, e capaci di produrre il latte; un tono della voce più alto, acuto; una pelosità nel basso ventre attorno ai genitali; un ciclo di crescita dei capelli più lungo.
Il passaggio all'età adulta, dal punto di vista biologico, è segnato da diverse tappe, come il telarca (lo sviluppo delle mammelle) e il menarca (l'apparizione del primo ciclo mestruale). Al contrario di altri animali, la donna non entra in estro, anche se è noto che il comportamento sessuale della donna presenta della variazioni in base al ciclo. La periodicità mestruale, il cui ciclo dura circa 28 giorni, termina con la menopausa, intorno ai 45-50 anni.
La gestazione nella donna è detta gravidanza e la donna gravida è detta "incinta". La gestazione, che dura nove mesi, è più spesso monoembrionaria, solo una su quaranta è gemellare. Dopo il parto può iniziare l'allattamento, che, in linea di massima, dura fino al 4-6 mese di vita del neonato.
La bambina più giovane ad aver partorito è Lina Medina: aveva 5 anni, sette mesi e 21 giorni, nel maggio del 1939 in Perù nel villaggio Andean nel distretto di Ticrapo.

### Longevità
Dal punto di vista della patologia, le donne presentano una suscettibilità differente dall'uomo, essendo alcune malattie più caratteristiche dell'uomo e altre più diffuse nella donna, per motivi genetici, ormonali e/o comportamentali, nonché, per l'assetto anatomico-funzionale. Alcuni studi eseguiti negli anni settanta e ottanta del XX secolo hanno descritto nelle donna un'alta morbilità accompagnata da una bassa mortalità rispetto all'uomo, per il quale avviene il contrario.
Il rapporto tra maschi e femmine nelle varie fasce d'età cambia fin dal concepimento: se alla nascita sono presenti 1,1 maschi per ogni femmina nella popolazione adulta i valori tendono a riavvicinarsi e oltre i 65 anni le donne sono in maggioranza. Tuttavia il rapporto fra la popolazione dei due sessi è molto influenzato da fattori locali quali guerre, politiche demografiche dei singoli stati (immigrazione, politica del figlio unico) e abitudini sociali in alcuni paesi in via di sviluppo (infanticidio femminile).

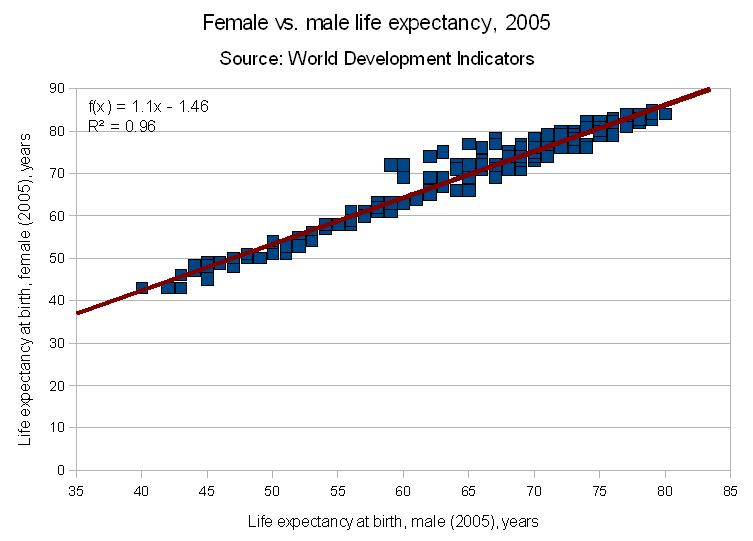
Aspettativa di vita alla nascita (2005): femmine vs. maschi

In termini di aspettativa di vita il sesso femminile sembrerebbe avere una maggiore longevità. Nei paesi maggiormente sviluppati le donne vivono mediamente circa cinque anni più a lungo degli uomini. Al contrario nei paesi più arretrati l'età media femminile è più o meno vicina a (in alcuni casi inferiore) quella maschile, in ragione di una non adeguata assistenza medica (anche a causa di numerose gravidanze), e più in generale di un ruolo subalterno nella società.
Secondo un grosso studio epidemiologico condotto dal 1992 al 2010 sulla popolazione generale statunitense, la causa apparirebbe in prima ipotesi di tipo comportamentale. Secondo questo e altri studi le donne risulterebbero bere meno alcolici, fumare di meno, usare in minor misura droghe ricreative, hanno generalmente minori indici di massa corporea, tendono ad andare più frequentemente dal proprio medico o in ospedale, usano maggiori misure preventive in ambito salutistico. Inoltre le campagne di screening medico a livello nazionale nei confronti di alcune patologie femminili gravi come il tumore della mammella e il tumore dell'utero hanno permesso di ridurre la mortalità di tali patologie. Le donne presenterebbero anche una minor mortalità per incidenti e atti violenti.
Esistono diverse teorie per spiegare la differente longevità dei due generi, teorie che spesso presentano un errore metodologico di fondo consistente nel correlare l'aspettativa di vita con singoli indici biologici (la maggior presenza di estrogeno nella donna, per esempio).

## Femminilità
Per quanto riguarda le differenze emotive, psicologiche, comportamentali e sociologiche tra donna e uomo, molti studi comparativi di prevalenza sono stati fatti, con risultati sempre molto discutibili. Essi, infatti, sono sempre da relativizzare a un "tempo e luogo", e questo non sempre viene fatto. In altre parole, il comportamento della donna è perlopiù quello che l'uomo le consente; la ribellione delle donne alle imposizioni degli uomini e alle negazioni di diritti (per esempio quello di voto) sono un fatto molto recente, accennato alla fine del Settecento, ma poi soffocato, per riemergere nella seconda metà dell'Ottocento nei paesi anglosassoni e specialmente negli Stati Uniti. La condizione femminile è sempre relativa all'evoluzione sociale, ai ruoli che l'uomo conferisce o riconosce alla donna, al costume, al livello di cultura, spesso anche alle condizioni economiche e ancora più spesso determinati dalla religione dominante.

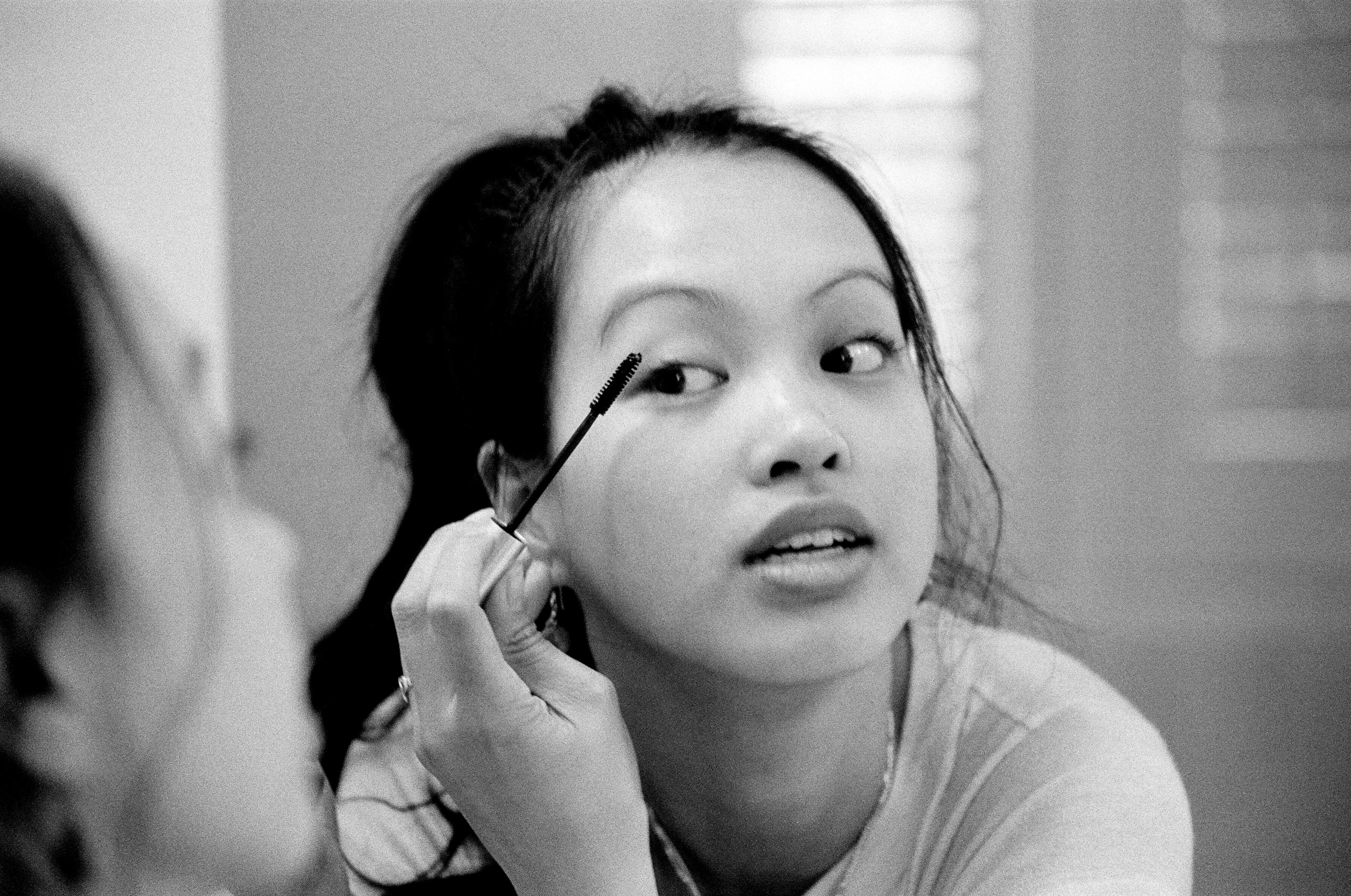
Il trucco, una pratica più spesso femminile, diffusa in numerose culture

Si reputa che le donne siano più spesso dedite a una maggior attenzione dell'estetica del proprio corpo. Questa differenza, rispetto all'uomo, si manifesta con l'uso di diversi artifici, come il maquillage e l'utilizzo di gioielli ornamentali di derivazione culturale. Storicamente è infatti conosciuto come l'uso di ornamenti più o meno vistosi appartenga anche alla ritualità maschile. Un esempio noto è la cura estetica e ornamentale dei giovani uomini tra i Wodaabe in esposizione al giudizio delle future spose.
Nella maggioranza delle culture, la donna si veste in maniera differente dall'uomo, sia per questioni relative al pudore sia per esigenze sociali e/o religiose, e ugualmente si potrebbe dire che è l'uomo a vestire diversamente dalla donna per ruolo di genere.

## Sessualità e genere

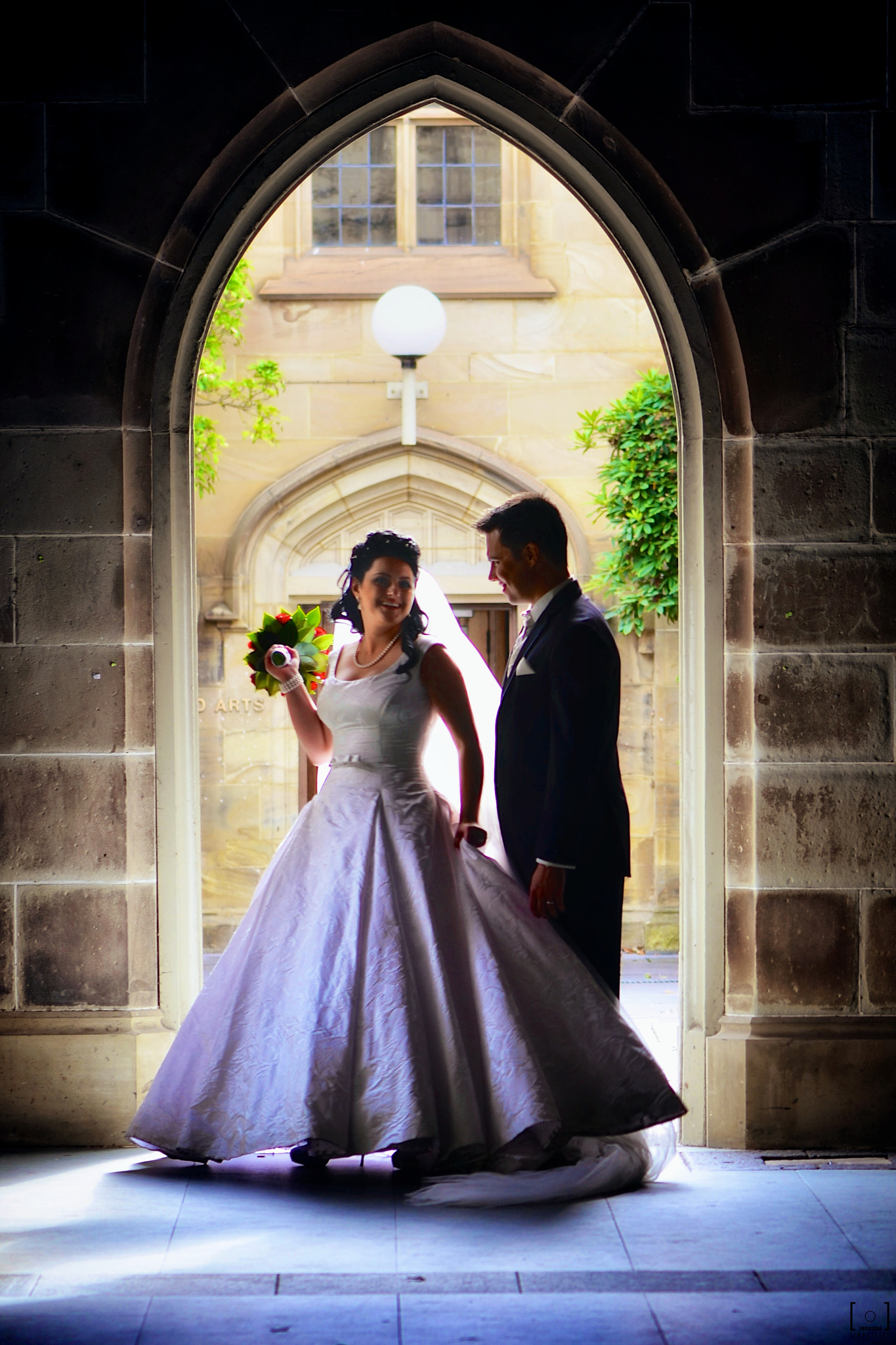
La maggior parte delle donne è eterosessuale (attratta sessualmente dagli uomini) e cisgender (è stata loro assegnata una identità di genere femminile alla nascita).

### Orientamento sessuale
La sessualità e l'attrazione femminile sono variabili e il comportamento sessuale di una donna può essere influenzato da molti fattori, tra cui predisposizioni evolutive, personalità, educazione e cultura. Sebbene la maggior parte delle donne sia eterosessuale, significative minoranze sono lesbiche, bisessuali o di altro tipo.

### Genere
La maggior parte delle donne è cisgender, il che significa che il sesso femminile assegnato alla nascita corrisponde alla loro identità di genere femminile. Alcune donne sono transgender, il che significa che il sesso maschile è stato assegnato alla nascita. Le donne trans possono soffrire di disforia di genere, ovvero il disagio provocato dalla discrepanza tra l'identità di genere di una persona e il sesso assegnato alla nascita. La disforia di genere può essere trattata con un approccio di affermazione di genere, che può includere la transizione sociale o medica. La transizione sociale può comportare cambiamenti come l'adozione di un nuovo nome, acconciatura, abbigliamento e pronome associati all'identità di genere femminile affermata dall'individuo. Una componente fondamentale della transizione medica per le donne trans è la terapia ormonale femminilizzante, che causa lo sviluppo di caratteristiche sessuali secondarie femminili (come il seno, la ridistribuzione del grasso corporeo e un rapporto vita-fianchi inferiore). La transizione medica può anche comportare chirurgia di affermazione di genere, e una donna trans può sottoporsi a una o più procedure di femminilizzazione che si traducono in un'anatomia tipicamente di genere femminile. Come le donne cisgender, le donne trans possono avere qualsiasi orientamento sessuale.

## Condizione della donna
Nella preistoria umana la situazione è stata sicuramente variata e diversificata a seconda delle culture, epoche e luoghi geografici. Si suppone che la donna fosse sottomessa all'uomo. Secondo alcune teorie, le società primitive erano invece matriarcali e, solo in un secondo momento, si sviluppò la supremazia maschile. Attraverso le varie epoche preistoriche si sono potuti ipotizzare comunque vari schemi sociali.
Rimane invece accettato che donne e uomini hanno avuto, nella storia di molte culture, diritti, doveri e privilegi diversi. Attualmente la discriminazione sessuale è illegale in numerosi paesi.
Di pari passo, il rapporto tra i due sessi, a seconda della cultura di appartenenza, può andare da un rigido cerimoniale a un'apparente completa libertà.
La storia della condizione della donna ha avuto diverse accelerazioni e battute d'arresto, nella storia del pensiero cristiano. La prima tappa fondamentale è la creazione: "maschio e femmina li creò", racconta la Bibbia. Nel racconto della creazione i due sessi sono creati uguali, in perfetta simmetria e con la medesima dignità. Nei racconti precedenti invece la donna viene creata successivamente all'uomo, da una sua costola, ed è causa della cacciata dal Paradiso terrestre.
Sebbene alcune donne sono ricordate come donne di potere, influenti e rispettate (Cleopatra, per esempio), la posizione della donna rimane sempre subordinata a quella dell'uomo. Neanche con Gesù Cristo e l'avvento del cristianesimo le cose cambiano di molto, sebbene San Paolo affermò che davanti a Dio non vi è alcuna differenza tra i sessi.
Con la cultura cortese si riprende il concetto greco della donna musa e si sviluppa la galanteria, un insieme di norme comportamentali che il maschio adulto dovrebbe seguire per mettersi cavallerescamente in relazione con una donna.
Bisogna tuttavia aspettare il XIX secolo per raggiungere la presa di coscienza dell'ineguaglianza dello stato sociale di donne e uomini. Grazie alla lotta intrapresa dal femminismo e da movimenti simili, si è giunti, non alla risoluzione, ma ad una profonda rivalutazione della condizione femminile. Tale problema rimane ancora un tema fondamentale di riflessione, tanto da arrivare ad avere un ruolo preponderante in molti dibattiti civili e politici. Un esempio in tal senso sono l'istituzione di giornate volte alla sensibilizzazione della condizione femminile, come la Giornata internazionale della donna e la Giornata internazionale per l'eliminazione della violenza contro le donne.